# Grosse Cloche
La Grosse Cloche (nome originario Porta Sant'Eligio in francese porte Saint-Eloi) è una porta storica di Bordeaux e torre civica dell'antico palazzo comunale, costruita in stile gotico nel XV secolo.